# Eu Sou Psicodélico
Eu Sou Psicodélico é uma canção gravada pelo roqueiro brasileiro Serguei, que foi lançada como compacto simples em 1968, sendo o terceiro compacto de sua discografia.
Alguns meses antes, a música já havia aparecido no LP coletivo "A Grande Jogada e a Margarida", da gravadora Continental.
Esta é, talvez, a música mais famosa do roqueiro. Não à toa, ela foi tema de abertura da websérie Serguei Rock Show, e também está presente nas coletâneas Serguei, de 2002, e Psicodélico 1966-1975, de 2013.

## Faixas
| Lado A |                      |                                |         |  |
| N.º    | Título               | Compositor(es)                 | Duração |  |
| 1.     | "Eu Sou Psicodélico" | Carlos Cruz, Emanuel Rodrigues | 2:23    |  |